# Острогожск
Острого̀жск (на руски: Острогожск) е град в югозападна Русия, административен център на Острогожски район във Воронежка област. Населението му е около 33 000 души (2018).
Разположен е на 110 метра надморска височина в Средноруското възвишение, на 97 километра южно от Воронеж и на 100 километра североизточно от границата с Украйна. Част от историческата област Слободска Украйна, градът е основан през 1652 година като казашка крепост на Белгородската укрепена линия и до края на XIX век мнозинството от жителите му са украинци.

## Известни личности
Родени в Острогожск
- Елена Илина (1901 – 1964), писателка
- Иван Крамской (1837 – 1887), художник
- Александър фон Розен (1779 – 1832), генерал